# XXXVIIIe siècle
Le XXXVIIIe siècle (ou 38e siècle) de l'ère commune commencera le 1er janvier 3701 et se terminera le 31 décembre 3800.
Il s'étend entre les jours juliens 3 072 822,5 et 3 109 346,5,.

## Calendrier

### Types d'années
| Décennies | … 0 | … 1 | … 2 | … 3 | … 4 | … 5 | … 6 | … 7 | … 8 | … 9 |
| --------- | --- | --- | --- | --- | --- | --- | --- | --- | --- | --- |
| 370 …     | C   | B   | A   | G   | FE  | D   | C   | B   | AG  | F   |
| 371 …     | E   | D   | CB  | A   | G   | F   | ED  | C   | B   | A   |
| 372 …     | GF  | E   | D   | C   | BA  | G   | F   | E   | DC  | B   |
| 373 …     | A   | G   | FE  | D   | C   | B   | AG  | F   | E   | D   |
| 374 …     | CB  | A   | G   | F   | ED  | C   | B   | A   | GF  | E   |
| 375 …     | D   | C   | BA  | G   | F   | E   | DC  | B   | A   | G   |
| 376 …     | FE  | D   | C   | B   | AG  | F   | E   | D   | CB  | A   |
| 377 …     | G   | F   | ED  | C   | B   | A   | GF  | E   | D   | C   |
| 378 …     | BA  | G   | F   | E   | DC  | B   | A   | G   | FE  | D   |
| 379 …     | C   | B   | AG  | F   | E   | D   | CB  | A   | G   | F   |

## Évènements astronomiques prévus auXXXVIIIesiècle
- 24 juin 3705 : transit partiel de Vénus[3].
- 21 juin 3713 : transit de Vénus (premier contact à 15 h 25 UTC, deuxième contact à 15 h 40 UTC, troisième contact à 23 h 5 UTC, quatrième contact à 23 h 20 UTC)[3].